# 곽치국
곽치국(1979년 4월 22일 ~ )은 대한민국의 축구 선수이며, 포지션은 미드필더이다.